# Генетична рекомбінація
Генетична рекомбінація або просто рекомбінація — процес, у якому ланцюжок ДНК розривається, а потім його фрагменти об'єднуються в іншому порядку.

У вищих організмів рекомбінація здійснюється при незалежному розходженні хромосом під час процесу мейозу, або при обміні ділянками гомологічних (парних) хромосом — кросинговері. Цей процес приводить до утворення геномів нащадків, котрі отримують різні комбінації генів своїх батьків, і можуть мати нові химерні аллелі. У еволюційній біології вважається, що така перестановка генів надає організму багато переваг, зокрема можливість уникнення храповика Мюллера.
Існують і приклади негомологічної рекомбінації. Найпоширеніший приклад — негомологічне з'єднання кінців (NHEJ, від англ. non-homologous end joining), що відбувається під час репарації дволанцюжкових розривів ДНК.
У молекулярній біології термін «рекомбінація» може також послатися на штучну і навмисну рекомбінацію певних ділянок ДНК, часто отриманих із різних організмів, створюючи так звану рекомбінантну ДНК.
Процеси рекомбінації в природі каталізуються ферментами-рекомбіназами. RECA, рекомбіназа бактерії E. coli, відповідає за репарацію подвійних розривів ДНК. У дріжджах і інших еукарічних організмах для відновлення дволанцюжкових розривів потрібні дві рекомбінази. Білок RAD51 потрібний як для мітотичної рекомбінації, так і для мейотичної, тоді як білок DMC1 специфічний до мейотичної рекомбінації.